# Fast Times at Ridgemont High
Fast Times at Ridgemont High (bra: Picardias Estudantis; prt: Viver Depressa) é um filme estadunidense de 1982, do gênero comédia romântica, dirigido por Amy Heckerling (em seu primeiro longa-metragem) com roteiro de Cameron Crowe baseado em seu livro homônimo.

## Sinopse
O filme trata sobre a vida de adolescentes que estudam e trabalham em Ridgemont: o surfista Spicoli, o cambista Damone, os funcionários de lanchonete Brad, Stacy e Linda. Eles descobrem as drogas e o amor e ensinam para que serve uma cenoura.

## Elenco
- Sean Penn — Jeff Spicoli
- Jennifer Jason Leigh — Stacy Hamilton
- Judge Reinhold — Brad Hamilton
- Robert Romanus — Mike Damone
- Brian Backer — Mark "Rat" Ratner
- Phoebe Cates — Linda Barrett
- Ray Walston — Sr. Hand
- Vincent Schiavelli — Sr. Vargas
- Lana Clarkson — Sra. Vargas
- Forest Whitaker — Charles Jefferson
- Eric Stoltz — viciado
- Anthony Edwards — viciado
- James Russo — ladrão de loja
- Nicolas Cage — funcionário da lanchonete (creditado como Nicolas Coppola)
- Nancy Wilson — garota no carro
- Kelli Maroney — Cindy
- Scott Thomson — Arnold
- Craig Kellaher — filho do dono da pizzaria
- Amanda Wyss — Lisa
- D.W. Brown — Ron Johnson
- Pamela Springsteen — Dina Phillips
- Stu Nahan — repórter na competição de surfe

## Trilha sonora
O álbum da trilha sonora, Fast Times at Ridgemont High: Music from the Motion Picture, alcançou a posição #54 na  Billboard em sua parada de álbuns. A trilha sonora apresenta o trabalho de muitos artistas do rock dos anos 1980 por excelência.
Várias das canções do filme foram lançadas como singles, incluindo "Somebody's Baby" de Jackson Browne, que alcançou a posição #7 na Billboard Hot 100 em sua parada de singles. Outros singles que foram para a faixa-título de Sammy Hagar são "So Much in Love" de Timothy B. Schmit, "Raised on the Radio" de (The Ravyns) e "Waffle Stomp" de Joe Walsh. Além de Schmit e Walsh, o álbum conta com faixas individuais por dois outros membros dos Eagles, Don Henley e Don Felder. A trilha sonora também inclui "I Don't Know (Spicoli's Theme)" de Jimmy Buffett.
Cinco faixas no filme, mas não incluída na trilha sonora, são elas:  "Moving in Stereo" de The Cars, "American Girl" de Tom Petty and the Heartbreakers, "We Got the Beat" de The Go Go's, "Kashmir" de Led Zeppelin, e "Jingle Bell Rock" de Bobby Helms. Além disso, a banda ao vivo no baile de formatura no final do filme tocou duas músicas que também não est[ao inclusas na trilha sonora, sendo elas: "Life in the Fast Lane" e "Wooly Bully".
A faixa de Donna Summer, "Highway Runner", foi inicialmente registrada em 1981 em seu álbum duplo intitulado I'm a Rainbow;  No entanto, o álbum foi engavetado pela então gravadora de Summer, Geffen Records, e finalmente lançado em 1996 pela Mercury Records. O álbum fica, mais uma vez, fora de catálogo.
Todd Rundgren também gravou a canção, "Attitude", para o filme, a pedido de Crowe. A canção não foi incluída no filme, mas mais tarde foi lançada em Demos and Lost Albums de Rundgren em 2001.
Amy Heckerling, no comentário de áudio do DVD, afirma que a década de 1970 foi a dos artistas do "rock clássico", como os Eagles, que foram introduzidos por um dos produtores do filme. Coincidentemente, Irving Azoff, um dos produtores do filme, foi o gerente dos Eagles.
1. "Somebody's Baby" (Jackson Browne) – 4:05
2. "Waffle Stomp" (Joe Walsh) – 3:40
3. "Love Rules" (Don Henley) – 4:05
4. "Uptown Boys" (Louise Goffin) – 2:45
5. "So Much in Love" (Timothy B. Schmit) – 2:25
6. "Raised on the Radio" (The Ravyns) – 3:43
7. "The Look in Your Eyes" (Gerard McMahon) – 4:00
8. "Speeding" (The Go-Go's) – 2:11
9. "Don't Be Lonely" (Quarterflash) – 3:18
10. "Never Surrender" (Don Felder) – 4:15
11. "Fast Times (The Best Years of Our Lives)" (Billy Squier) – 3:41
12. "Fast Times at Ridgemont High" (Sammy Hagar) – 3:36
13. "I Don't Know (Spicoli's Theme)" (Jimmy Buffett) – 3:00
14. "Love Is the Reason" (Graham Nash) – 3:31
15. "I'll Leave It up to You" (Poco) – 2:55
16. "Highway Runner" (Donna Summer) – 3:18
17. "Sleeping Angel" (Stevie Nicks) – 3:55
18. "She's My Baby (And She's Outta Control)" (David Palmer/Jost) – 2:53
19. "Goodbye, Goodbye" (Oingo Boingo) – 4:34[5]

## Origens e produção
O filme é uma adaptação de um livro que Crowe escreveu depois de um ano em Clairemont High School em San Diego, Califórnia. Ele estava disfarçado para fazer uma pesquisa para o seu livro de 1981, Fast Times at Ridgemont High: A True Story, sobre suas observações do ensino médio. Tornou-se amigo dos alunos, incluindo o então estudante Andy Rathbone, a quem o personagem "Rat" foi inspirado.
Sean Penn fez teste para dois personagens, Brad Hamilton e Jeff Spicoli. O papel do Sr. Hand foi oferecido para o ator Fred Gwynne, mas ele não aceitou o personagem por conta do tom sexual do filme. Inicialmente, David Lynch estava cotado para dirigir o longa.  A diretora escolhida Amy Heckerling guiou o jovem elenco, que incluía Nicolas Cage em seu primeiro papel para o cinema. Ele foi creditado como "Nicolas Coppola" pela única vez em sua carreira. Originalmente, Nicolas Cage foi considerado para o personagem Brad Hamilton, mas como sua performance foi muito sombria, o estúdio preferiu mudar e escalar Judge Reinhold para o papel. Foi também o primeiro filme de Eric Stoltz e um dos primeiros papéis de Anthony Edwards e Forest Whitaker. A namorada de Crowe na época, mais tarde esposa, Nancy Wilson da Heart, tem uma aparição como a "Garota Bonita do Carro".

### Locações
Fast Times foi filmado no Vale de São Fernando, em Los Angeles (embora nunca seja explicitamente mencionado como tal no filme), no final de 1981. Muitas pessoas se identificam com o filme e a cultura adolescente que existia lá no início de 1980. "Ridgemont" é um nome fictício que Crowe aplicou a Clairemont da High School em San Diego , onde ele frequentou disfarçado. (Spicoli cita surfar em Sunset Cliffs, um verdadeiro ponto de surf em San Diego). A maioria dos cenários exteriores de Ridgemont High Escola foram gravados em Van Nuys High School, e outras cenas foram filmadas em Canoga Park High School. A cena da "cenoura" e o futebol foram feitas na James Monroe High School, em Sepulveda, Califórnia. O "Ridgemont Mall", que é mostrado no filme, era na verdade o Sherman Oaks Galleria, com sua gravação das cenas exteriores em Santa Monica Place. Ambos já foram convertidos em shoppings ao ar livre. "The Point" foi filmado no Encino Little League Field, em Encino.
No comentário do DVD, diretora Amy Heckerling conta como Phoebe Cates foi inicialmente relutante em realizar a cena de topless à beira da piscina de sua personagem na casa em West Hills, porque ela achava que os vizinhos poderiam estar espionando.

## Recepção

### Bilheteria
A Universal Pictures deu um lançamento limitado nos cinemas em 13 de agosto de 1982 com abertura de 498 cinemas. O filme ganhou $2.5 milhões em sua semana de estreia. O lançamento foi posteriormente ampliado para 713 cinemas, ganhando $3.25 milhões e classificação 29 entre nós lançamentos na 1982. O filme, desde então, ganhou mais de $27 milhões, seis vezes o seu orçamento de $4.5 milhões, ganhando popularidade através de comunicados de televisão e locação de vídeo.
Ao longo dos anos, o filme obteve um status de ícone. Em uma entrevista, Sean Penn declarou que "Nenhum de nós tinha a menor ideia que iria assumir uma vida própria".

### Resposta da crítica
O filme tem uma classificação 80% "Certificado Fresco" em Rotten Tomatoes baseado em 47 avaliações, com o consenso do site afirmando que "Enquanto Fast Times at Ridgemont High oferece desempenho lendário de Sean Penn, o filme resiste porque precisamente captura os pequenos detalhes da escola, trabalho e vida do adolescente".
Foi muito criticado pelos críticos da época. Roger Ebert chamou-lhe um "scuz-pit de um filme", embora ele elogiou as performances de Leigh, Penn, Cates e Reinhold. Janet Maslin escreveu que era "uma confusa mas atraente comédia adolescente com algo de uma nova perspectiva sobre o assunto".

### Prêmios
O roteiro de Crowe foi nomeado para o Prêmio WGA de melhor comédia adaptada de um outro meio. O filme tem a classificação #87 sobre a lista das melhores comédias estadunidenses do American Film Institute, e sendo o #15 do Bravo dos "100 filmes mais engraçados" e é o #2 na lista do Entertainment Weekly dos "50 Melhores Filmes High School".
American Film Institute reconhecimento
- 2000: Lista das melhores comédias estadunidenses #87[carece de fontes?]